# Лавеноне
Лавено̀не (на италиански: Lavenone, на източноломбардски: Lavinù, Лавину) е село и община в Северна Италия, провинция Бреша, регион Ломбардия. Разположено е на 385 m надморска височина. Населението на общината е 584 души (към 2013 г.).